# Carretera Federal 57D
La Carretera Federal 57D es una Autopista de cuota que recorre gran parte de México, desde la frontera con los Estados Unidos en Piedras Negras Coahuila hasta la Ciudad de México, siendo de las más importantes del país, tiene una longitud de 342 km. Es una alternativa de alta velocidad a la vecina Carretera Federal 57, ya que es de cuatro carriles de ancho.
La carretera federal 57D recorre los estados de Coahuila, Nuevo León, San Luis Potosí, Guanajuato,   
Querétaro, México, Hidalgo y la Ciudad de México.
Las autopistas y carreteras de acceso restringido son parte de la red federal de carreteras y se identifican mediante el uso de la letra “D” añadida al final del número de carretera.

## Trayecto

### Coahuila de Zaragoza
Longitud = 102 km
- Río Bravo
- Nueva Rosita
- Ramos Arizpe
- Arteaga

### Nuevo León
Longitud = 5 km
- Puerto México

### San Luis Potosí
Longitud = 48 km
- Matehuala
- San Luis Potosí

### Guanajuato
Longitud = 96 km
- San Diego de la Unión
- San Luis de la Paz
- San José Iturbide

### Querétaro
Longitud = 57 km
- San Juan del Río
- Puerta de Palmillas
- San Sebastián de las Barrancas
- Libramiento Querétaro a Buenavista (Chichimequillas)

### México
Longitud = 60 km
- Polotitlán
- Jilotepec

### Hidalgo
Longitud = 25 km
- Tepeji del Río de Ocampo

### México
Longitud = 40 km
- Huehuetoca
- Coyotepec
- Teoloyucan
- Tepotzotlán
- Cuautitlán Izcalli
- Tlalnepantla de Baz
- Naucalpan

### Distrito Federal
Longitud = 5 km
- Ciudad de México